# Destino Eurovision 2021
Die Sendung Destino Eurovision 2021 fand am 20. Februar 2021 statt und war die spanische Vorentscheidung für den Eurovision Song Contest 2021 in Rotterdam (Niederlande). Es war eine spezielle Gala-Sendung für den Sänger Blas Cantó, der das Land schon 2020 beim abgesagten Eurovision Song Contest vertreten sollte. Das Lied Voy a quedarme gewann die Vorentscheidung mit 58 % der Stimmen.

## Format

### Konzept
Am 18. März 2020, der Tag an dem der Eurovision Song Contest 2020 abgesagt wurde, bestätigte die spanische Rundfunkanstalt Radiotelevisión Española (RTVE), dass der für den ESC 2020 ausgewählte Sänger Blas Cantó das Land auch 2021 vertreten werde. Zunächst war es lange unklar, ob der spanische Beitrag, wie schon 2020, wieder intern ausgewählt wird. Am 28. Januar 2021 gab RTVE dann bekannt, dass der Sender eine spezielle Gala für den Beitrag 2021 veranstalten wird. Dort wird Blas Cantó zwei Liedern live präsentieren. Das Siegerlied wird am Ende zu 100 % per Tele- und Onlinevoting ausgewählt. Das Onlinevoting wird dabei am 10. Februar 2021 beginnen und für alle Länder offen sein, womit nicht nur Spanier den Beitrag 2021 auswählen werden.

### Moderation
Die Moderation der Sendung soll von den beiden spanischen Eurovision-Kommentatoren sowie Fernseh- und Radiomoderatoren Tony Aguilar & Julia Varela übernommen werden.

### Beitragswahl
Laut Blas Cantó waren ursprünglich noch acht weitere Lieder dabei, allerdings wurden diese am Ende verworfen, weil sie laut Cantó nicht wettbewerbsfähig gewesen wären.
Die zwei am Ende ausgewählten Lieder wurden am 10. Februar 2021 veröffentlicht. Die Songtitel und die dazugehörigen Autoren wurden bereits am 8. Februar 2021 veröffentlicht. Laut Blas Cantó sind beide Lieder sehr unterschiedlich voneinander.

## Finale
Die Sendung selbst fand am 20. Februar 2021 um 22:00 Uhr (MEZ) im Estudio 5 vom Prado del Rey in Pozuelo de Alarcón statt. Neben Cantós beiden Liedern, trug er mit Pastora Soler, Vanesa Martín, Edurne, Nia, Andrés Suárez, Cepeda und Roi Lieder als Pausenfüller vor.
| Platz | Startnr. | Interpret  | Lied Musik (M) und Text (T)                                                         | Sprache  | Übersetzung (inoffiziell) | Zuschauerstimmen | Zuschauerstimmen |
| Platz | Startnr. | Interpret  | Lied Musik (M) und Text (T)                                                         | Sprache  | Übersetzung (inoffiziell) | Stimmen          | %                |
| ----- | -------- | ---------- | ----------------------------------------------------------------------------------- | -------- | ------------------------- | ---------------- | ---------------- |
| 1.    | 1        | Blas Cantó | Voy a quedarme M/T: Blas Cantó, Leroy Sánchez, Daniel Ortega „Dangelo“, Dan Hammond | Spanisch | Ich werde bleiben         | 1.781.550        | 57,99 %          |
| 2.    | 2        | Blas Cantó | Memoria M/T: Steve Daly, Blas Cantó, Leroy Sánchez, Oliver Som                      | Spanisch | Erinnerung                | 1.290.526        | 42,01 %          |